# Onthophagus longimanus
Onthophagus longimanus är en skalbaggsart som beskrevs av Bates 1887. Onthophagus longimanus ingår i släktet Onthophagus och familjen bladhorningar. Inga underarter finns listade i Catalogue of Life.